# Trophée Clarins 2025
Il Trophée Clarins 2025 è un torneo di tennis femminile giocato sui campi in terra rossa all'aperto. È la 4ª edizione del torneo, che fa parte del WTA Challenger Tour 2025. Il torneo si gioca al Lagardère Paris Racing Club di Parigi in Francia dal 12 al 18 maggio 2025.

## Partecipanti al singolare

### Teste di serie
| Nazionalità   | Giocatrice         | Ranking* | Testa di serie |
| ------------- | ------------------ | -------- | -------------- |
| Stati Uniti   | Amanda Anisimova   | 17       | 1              |
| Regno Unito   | Katie Boulter      | 40       | 2              |
| Nuova Zelanda | Lulu Sun           | 46       | 3              |
| Giappone      | Moyuka Uchijima    | 47       | 4              |
| Regno Unito   | Sonay Kartal       | 56       | 5              |
| Australia     | Kimberly Birrell   | 60       | 6              |
| Rep. Ceca     | Kateřina Siniaková | 62       | 7              |
| Francia       | Varvara Gracheva   | 65       | 8              |

* Ranking al 5 maggio 2025.

### Altre partecipanti
Le seguenti giocatrici hanno ricevuto una wild card per il tabellone principale:
- Amanda Anisimova
- Julie Belgraver
- Ksenia Efremova
- Tiantsoa Rakotomanga Rajaonah

Le seguenti giocatrici sono passate dalle qualificazioni:
- Louisa Chirico
- Fiona Ferro
- Elsa Jacquemot
- Jenny Lim

### Ritiri
Prima del torneo
- Jaqueline Cristian → sostituita da  Mananchaya Sawangkaew
- Maya Joint → sostituita da  Petra Martić
- Anhelina Kalinina → sostituita da  Diane Parry
- Barbora Krejčíková → sostituita da  Solana Sierra
- Tatjana Maria → sostituita da  Daria Saville
- Robin Montgomery → sostituita da  María Carlé
- Peyton Stearns → sostituita da  Aljaksandra Sasnovič
- Katie Volynets → sostituita da  Anastasija Zacharova

## Partecipanti al doppio

### Teste di serie
| Nazione     | Giocatrice       | Nazione     | Giocatrice               | Rank1 | Seed |
| ----------- | ---------------- | ----------- | ------------------------ | ----- | ---- |
| Stati Uniti | Desirae Krawczyk | Stati Uniti | Nicole Melichar-Martinez | 35    | 1    |
|             | Irina Chromačëva | Ungheria    | Fanny Stollár            | 65    | 2    |

* Ranking al 5 maggio 2025.

### Altre partecipanti
La seguente coppia di giocatrici ha ricevuto una wild card per il tabellone principale:
- Elsa Jacquemot /  Tiantsoa Rakotomanga Rajaonah

## Campionesse

### Singolare
Katie Boulter ha sconfitto in finale  Chloé Paquet con il punteggio di 3-6, 6-2, 6-3.

### Doppio
Irina Chromačëva /  Fanny Stollár hanno sconfitto in finale  Tereza Mihalíková /  Olivia Nicholls con il punteggio di 4-6, 7-6(5), [10-5].